# História do Império Romano

Animação ilustrando a evolução territorial do Império Romano.
República Romana
Império Romano
Império Ocidental
Império Oriental
Estados Cruzados (Latinocracia)

A história do Império Romano se estende por vários séculos, iniciando com a desestruturação da República Romana em decorrência das guerras civis até 476, ano que o restante do Império Romano do Ocidente é conquistado pelo oficial romano de origem bárbara Odoacro.

## República(509–27a.C.)
República Romana (do latim res publica, "coisa pública") é a expressão utilizada por convenção para definir o Estado romano e suas províncias desde o fim do Reino de Roma em 509 a.C. (quando o último rei foi deposto) ao estabelecimento do Império Romano em 27 a.C..

## Império(27 a.C.–476/1453 d.C.)
O império surgiu como consequência da desagregação da República e a consequente expansão romana. As conquistas permitiram o fortalecimento dos generais e consequentemente a disputa pelo poder culminando nos triunviratos.Segundo alguns historiadores, a população sob o domínio de Roma aumentou de 4 milhões em 250 a.C. para 60 milhões em 30 a.C., o que ilustra como Roma teve o seu poder ampliado nesse período, de 1,5% da população mundial, para 25%.
Nos últimos anos do século II a.C., Caio Mário transformou o exército romano num exército profissional, no qual a lealdade dos soldados de uma legião era declarada ao general que a liderava e não à sua pátria. Este facto, combinado com as numerosas guerras que Roma travou nos finais da República (invasão dos cimbros e teutões, Guerra Social, a Primeira e Segunda Guerra Civil de Sula e as Guerras Mitridáticas, a culminar nas guerra civil do tempo de Júlio César e Augusto) favoreceu o surgimento de uma série de líderes militares (Lúcio Cornélio Sula, Pompeu, Júlio César), que, apercebendo-se da força à sua disposição, começam a utilizá-la como meio de obter ou reforçar o seu poder político.
As instituições republicanas encontravam-se em crise desde o princípio do século I a.C., quando Sula quebrou todas as regras constitucionais ao tomar a cidade de Roma com o seu exército, em 82 a.C., para se tornar ditador vitalício em seguida. Sula resignou e devolveu o poder ao senado romano, mas no entanto, o precedente estava lançado.
Esta série de acontecimentos culminou no primeiro triunvirato, um acordo secreto entre Júlio César, Pompeu e Crasso. Tendo este sido desfeito após a derrota de Crasso em Carras (atual Harã) (53 a.C.), restavam dois líderes influentes, César e Pompeu. Como Pompeu tomou o partido do senado, este declarou César "inimigo de Roma", ao que César respondeu, atravessando o Rubicão e iniciando a guerra civil. Tendo vencido Pompeu em Farsália (agosto 48 a.C.) e as restantes forças opositoras em Munda (45 a.C.), tornou-se efectivamente a primeira pessoa a governar unipessoalmente Roma, desde o tempo da monarquia. O seu assassinato pouco tempo depois (março 44 a.C.), às mãos dos conspiradores liderados por Marco Júnio Bruto e Caio Cássio Longino, terminou esta primeira experiência de governo unipessoal do Estado romano.
Por esta altura, já a república tinha sido decisivamente abalada, e após a derrota final dos conspiradores, o surgimento do segundo triunvirato, entre Octaviano, Marco António e Lépido, e a sua destruição na guerra civil seguinte, culminando na decisiva Batalha de Áccio (31 a.C.), deixou Octaviano como a única pessoa com poder para governar individualmente Roma, tornando-se efectivamente no primeiro imperador romano, fundando uma dinastia (dinastia júlio-claudiana) que só a morte de Nero (68) viria a terminar.

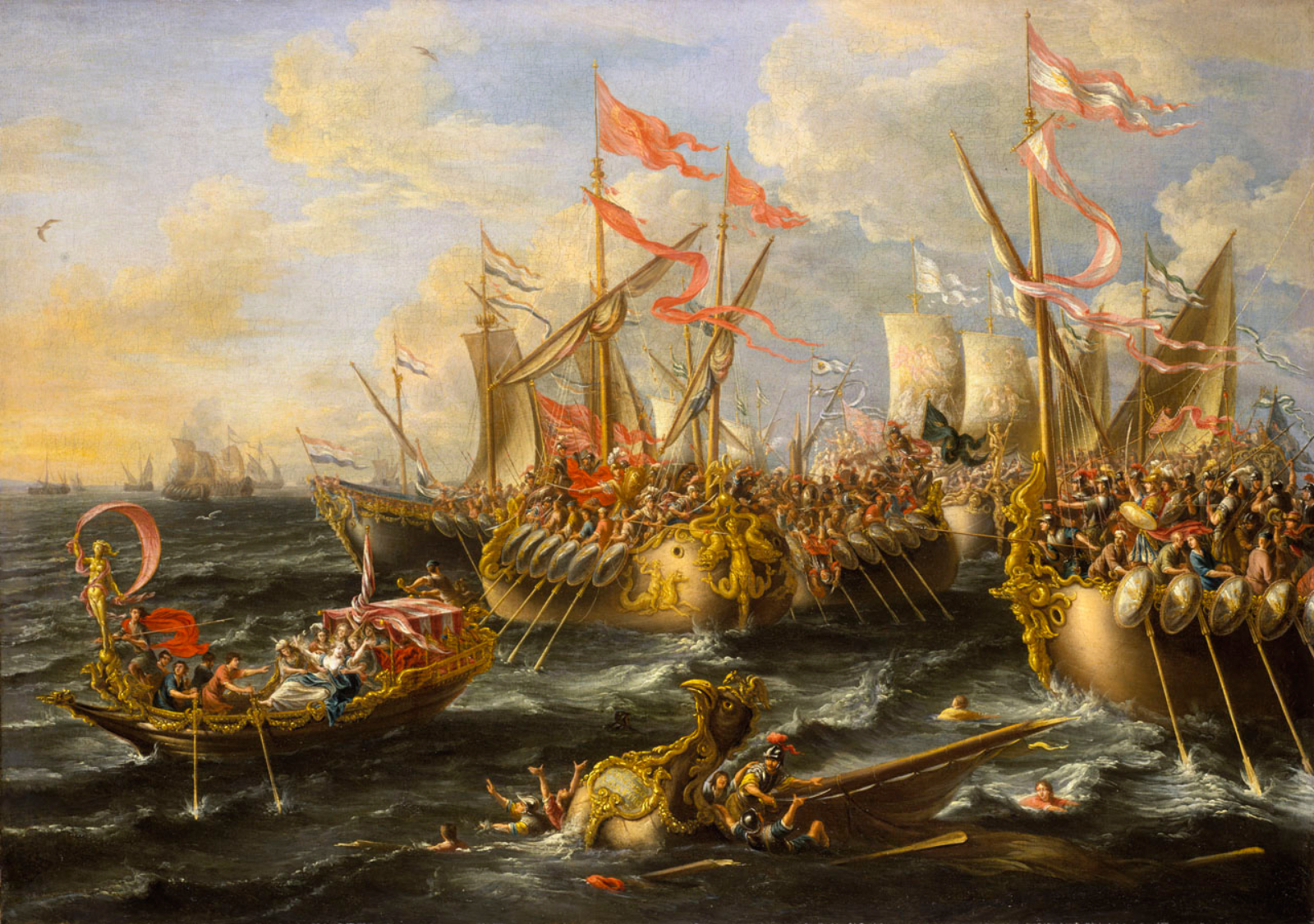
A Batalha de Áccio, por Lorenzo A. Castro (1672)

Uma vez que o primeiro imperador, Augusto, sempre recusou admitir-se como tal, é difícil determinar o momento em que o Império Romano começou. Por conveniência, coloca-se o fim da República Romana em 27 a.C., data em que Augusto adquire este cognome e em que começa, oficialmente, a governar sem parceiros. Outra corrente de historiadores coloca o princípio do império em 14, ano da morte de Augusto e da sua sucessão por Tibério.
Nos meios académicos, discutiu-se bastante a razão pela qual a sociedade romana, habituada a cerca de cinco séculos de república, aceitou a passagem a um regime monárquico sucessório. A resposta centra-se no estado endêmico de guerra civil que se vivia nos anos prévios a Augusto e no longo reinado de quarenta e cinco anos que se seguiu, notável pela paz interna. Com a esperança de vida média em cerca de quarenta e cinco anos, à data da morte de Augusto, o cidadão romano médio não conhecia outra forma de governação e estava já preparado para aceitar um sucessor.

### O reinado de Augusto
O reinado de Augusto é considerado por todos os historiadores como um período de prosperidade e expansão. A nova estrutura política criada por Augusto designa-se por "principado", sendo o chefe do império designado por princeps civium (o primeiro dos cidadãos) e ao mesmo tempo princeps senatus (o primeiro do senado). O termo princeps está na origem da palavra "príncipe", que não era o título do chefe do Estado. O título era "césar" e foi este que Augusto e seus sucessores adotaram.
Augusto era também comandante-chefe do exército e decidia a guerra ou a paz e auto-nomeou-se "tribuno por toda a vida". Augusto, que não era especialmente dotado para a estratégia, mas tinha bons generais como Agripa na sua confiança, anexou oficialmente o Egito, que já estava sob domínio romano havia 40 anos, toda a Península Ibérica, a Panónia, a Judeia, a Germânia Inferior e Superior e colocou as fronteiras do império nos rios Danúbio e Reno, onde permaneceram por 400 anos.
O império que Augusto recebeu era vasto e heterogêneo, com várias línguas e vários povos. O grego era a língua mais falada nos territórios orientais, e o latim progredia pouco nestes territórios, mas nos territórios ocidentais era a língua mais falada. Augusto passou a tratar todos os habitantes do império como iguais e visitou várias zonas para verificar quais os problemas de cada província, assim estas floresceram e atingiram o máximo do seu desenvolvimento.

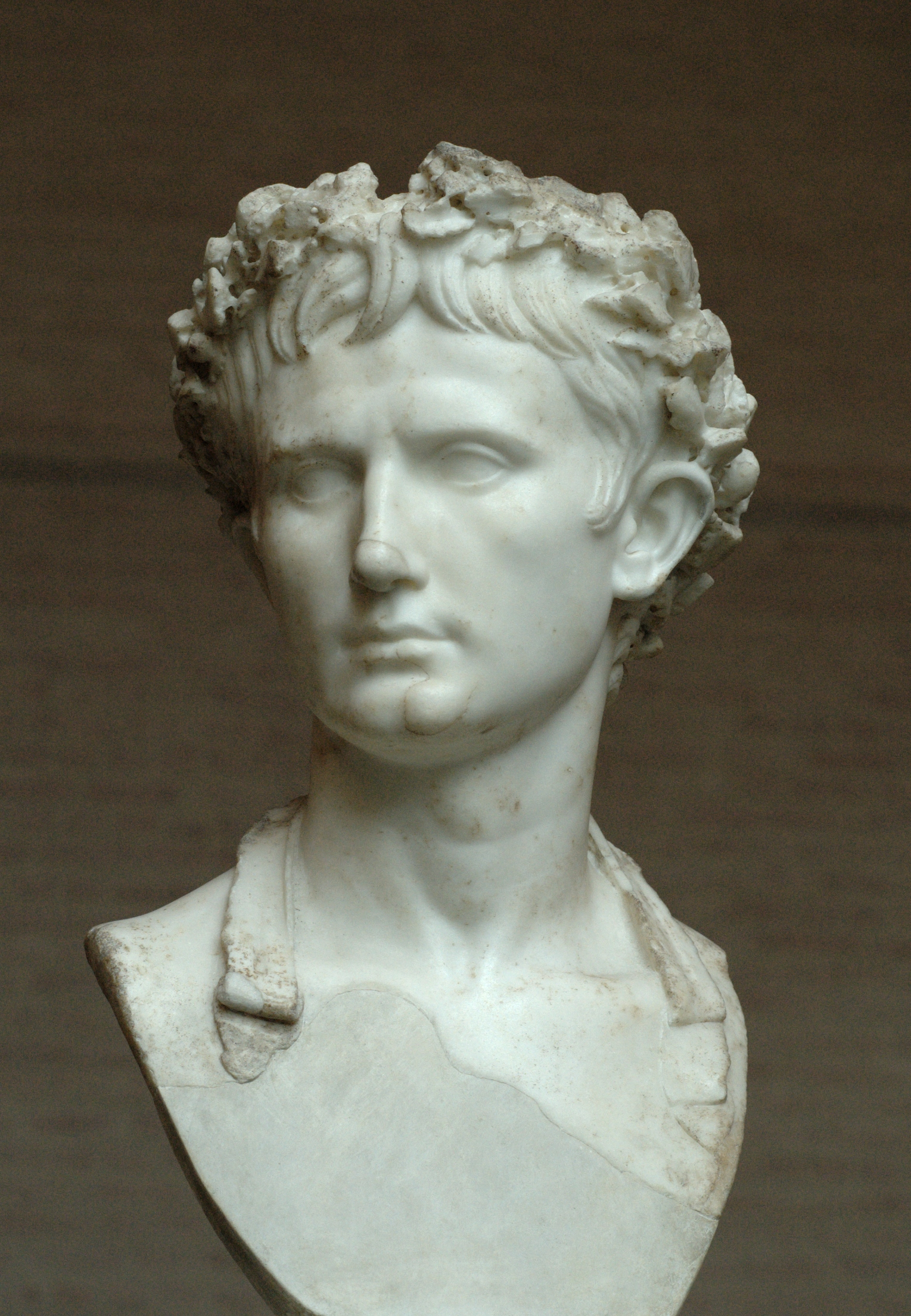
Busto de Augusto com a coroa cívica, na Gliptoteca de Munique

A era de Augusto é mais pobremente documentada que o período republicano que o precedeu. Enquanto Lívio escreveu sua magistral história durante o reinado de Augusto, e sua obra cobriu toda a história romana até 9 a.C., somente sumários sobreviveram de sua cobertura da República tardia e do período de Augusto. Importantes fontes primárias deste período incluem:
- Res Gestae Divi Augusti, a autobiografia (quase que um testamento político) de Augusto;
- Historiae Romanae de Veleio Patérculo, um trabalho desorganizado que permanece como os melhores anais do período de Augusto.
- Controversiae e Suasoriae de Sêneca, o Velho.

Embora registros primários deste período sejam poucos, trabalhos de poesia, legislação e engenharia deste período suprem importantes visões da vida romana. Arqueologia (incluindo a arqueologia marítima), pesquisas aéreas, inscrições em edifícios e moedas, têm também fornecido evidências valiosas sobre a economia e condições sociais e militares.
Fontes secundárias da era de Augusto incluem Tácito, Dião Cássio, Plutarco, Suetônio com sua "Vidas dos Doze Césares". Flávio Josefo, com suas "Antiguidades Judaicas" é uma fonte importante para a Judeia, que se tornou província romana durante o reinado de Augusto.

### Júlio-claudianos

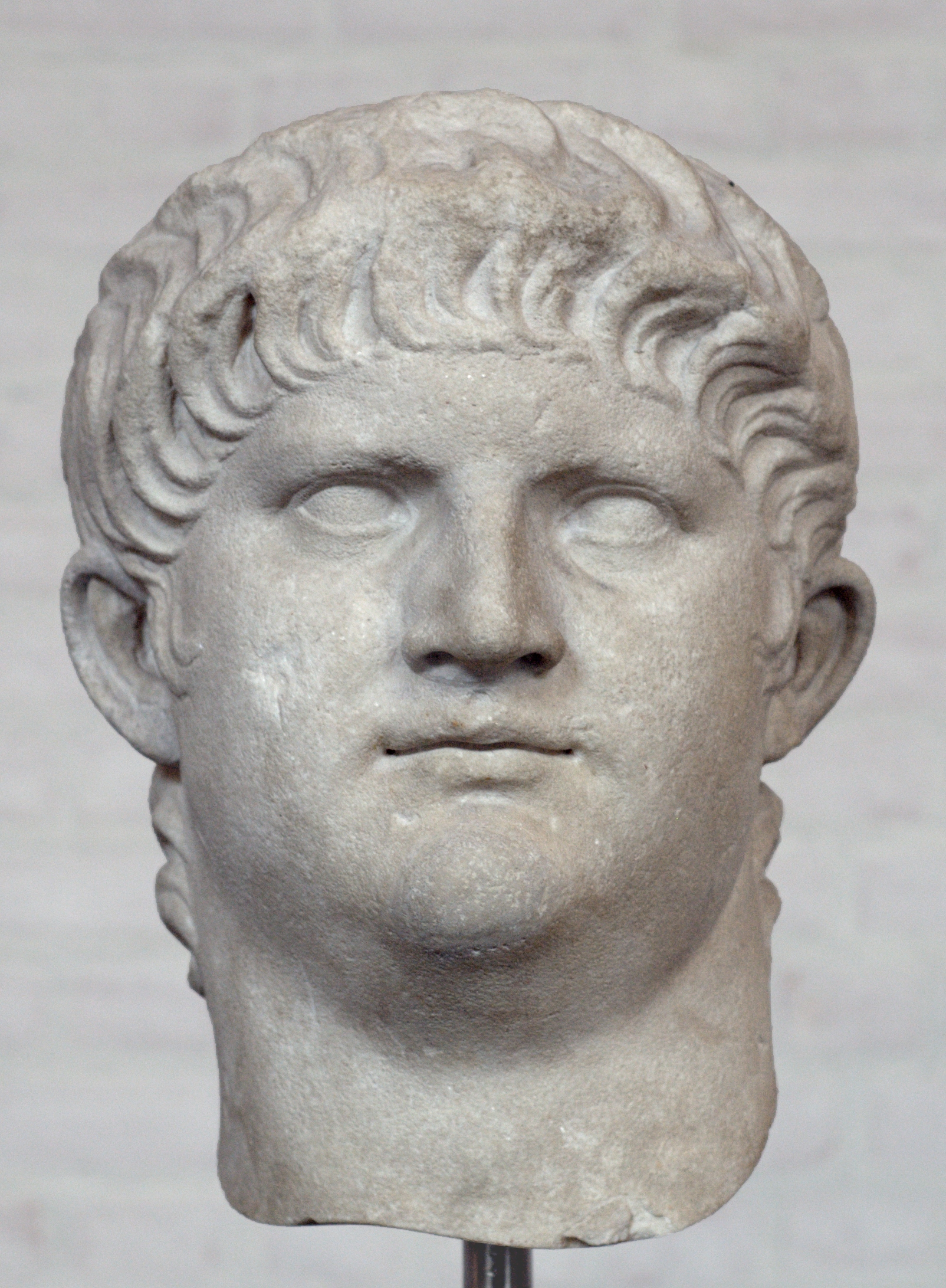
Busto de Nero, na Gliptoteca de Munique

Os sucessores de Augusto são conhecidos como a "dinastia júlio-claudiana" (que inclui ele próprio), devido aos casamentos idealizados por ele entre a sua família, os Júlios, e os patrícios Cláudios. Nos primeiros anos do reinado de Tibério, não houve grandes mudanças políticas ou organizativas em relação aos princípios estabelecidos por Augusto. No entanto, com o passar do tempo, a instabilidade surgiu dentro da própria família imperial. Tibério tornou-se paranoico com possíveis conspirações e tentativas de golpe de estado, chegando, em 26, a retirar-se para a ilha de Capri de onde governou por procuração até ao fim da vida. Em consequência, mandou matar ou executar grande parte da sua família e senadores de destaque, provocando uma sensação de desconforto generalizada. O seu sucessor Calígula cresceu neste ambiente e mostrou-se um imperador igualmente instável. As perseguições tornaram-se norma e durante estes reinados muitas das tradicionais famílias romanas, e portanto, patrícias, chegaram ao fim devido a assassinatos e execuções que se prolongaram pelos reinados de Cláudio e Nero. Em 68, a classe política tinha chegado ao limite de resistência a tanta insegurança política. Depois de alguns erros estratégicos graves e de ter arruinado as finanças do estado em aventuras como a construção do seu palácio dourado, Nero é declarado um inimigo do estado e declarado fora da lei. Fugindo de Roma acompanhado apenas pelo seu secretário, o imperador suicidou-se antes de ser apanhado pela guarda pretoriana que ia em seu encalço. Com a sua morte, desaparecia a dinastia júlio-claudiana e Roma acabaria por encontrar alguma estabilidade política, mas não imediatamente.
Na organização do Estado, pouco mudou em relação ao estabelecido por Augusto. Apenas Cláudio introduziu algumas reformas e procurou a prosperidade do império, talvez porque era já um homem maduro à data da sua ascensão ao trono. Cláudio foi ainda o responsável pela iniciativa da invasão romana das ilhas britânicas em 43, que se saldou pela adição de mais uma província ao império. Em 64, durante o reinado de Nero, Roma foi consumida por um violento incêndio (do qual o próprio imperador é muitas vezes erroneamente considerado culpado) e começaram as perseguições aos cristãos. Os júlio-claudianos foram eficazes em espalhar o culto imperial. Alguns deles, como Cláudio, foram deificados durante a sua vida e elevaram à dignidade divina muitos dos seus familiares (alguns subsequentemente assassinados).

### Flavianos

Uma das mais notáveis obras de engenharia clássica, o Coliseu de Roma, mandado erigir por Vespasiano, serviu para vários espectáculos, inclusive dramatizações de batalhas navais

Depois do suicídio de Nero, Sérvio Sulpício Galba, um velho senador da antiga gente aristocrática Sulpícia, tornou-se imperador por nomeação senatorial. O seu reinado não começou bem. Durante a viagem da Hispânia para Roma, Galba não hesitou em espalhar o caos e a destruição pelas cidades que não lhe prestaram honras imperiais de imediato. Em Roma, substituiu grande parte das chefias militares e depressa se revelou tão paranoico como os seus antecessores. A sua recusa em conceder os prémios monetários às legiões e guarda pretoriana que o apoiaram serviu de impulsionador à organização de um golpe de Estado e, em janeiro de 69, Galba foi assassinado pelos pretorianos no Fórum Romano, juntamente com o seu sucessor designado. Em Roma, saudou-se Marco Sálvio Otão como novo imperador, mas no Reno as legiões aclamaram Aulo Vitélio que de imediato iniciou a marcha para Roma. Em abril, Vitélio derrotou Otão e tornou-se o único imperador, embora pouco tempo depois o exército estacionado na Judeia aclamasse o seu comandante Vespasiano como imperador. Durante a segunda metade do ano, todas as províncias foram-se declarando por Vespasiano e, então, Vitélio perdeu terreno. Finalmente, a 20 de dezembro, as tropas de Vespasiano entraram em Roma e assassinaram Vitélio. Vespasiano tornou-se então o único imperador e deu início à dinastia flaviana.
Vespasiano mostrou ser um imperador responsável e razoável em comparação aos excessos perpetrados pelos júlio-claudianos. Apesar de ser um autocrata que pouca ou nenhuma importância política dava ao senado, Vespasiano procurou reorganizar o exército, as finanças do Estado e a sociedade romana. Aumentou os impostos, mas erigiu grandes obras, como o Coliseu de Roma conhecido na altura como "Anfiteatro Flaviano". Como antigo governador e general, Vespasiano sabia qual o melhor para as províncias e como manter o exército satisfeito, tudo condições indispensáveis para a estabilidade de um reinado. O seu filho, Tito, sucedeu-lhe em 79. Prometia ser um imperador à altura do seu pai, mas o seu breve reinado foi marcado por catástrofes. A 24 de agosto do mesmo ano, o vulcão Vesúvio destruiu as cidades de Pompeia e Herculano e, em 80, Roma foi de novo consumida por um incêndio. Em 81, Tito é sucedido pelo irmão Domiciano, que haveria de se mostrar pouco à altura das capacidades dos seus familiares. Assim, tal como na dinastia júlio-claudiana, o que começou por ser um período de prosperidade, depressa caiu em instabilidade política. Domiciano revelou-se tão paranoico como Calígula ou Nero e as atrocidades do seu reinado valeram-lhe o epíteto de pior imperador de todos os tempos.
Quando em 96 Domiciano foi assassinado, Roma encontra-se bastante céptica quanto à validade do modelo dinástico e a sucessão imperial evoluiu para o conceito do mais apto. Esta mudança deu origem ao período dos cinco bons imperadores.

### Antoninos: cinco bons imperadores

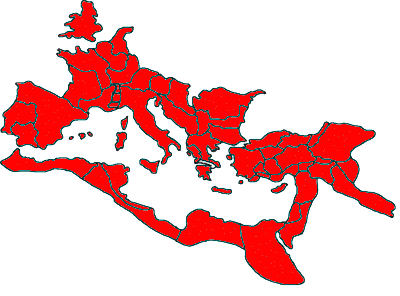
Auge do Império Romano e suas províncias em 117

Depois do assassinato de Domiciano, o senado nomeou Nerva como imperador romano. Apesar de ser já de meia idade e de não ter descendentes, Nerva era um homem considerado capaz, quer do ponto de vista militar quer do ponto de vista administrativo, mas sobretudo racional e confiável. A falta de filhos revelou ser uma vantagem, pois a sua sucessão foi determinada pelo valor do candidato e não por critérios familiares - embora já Trajano tenha sido formalmente adoptado por Nerva. Trajano, Adriano e Antonino Pio seguiram a mesma política de nomear o sucessor mais apto, o que resultou num período de estabilidade conhecido como os cinco bons imperadores. Durante o reinado destes cinco homens, Roma prosperou e atingiu o seu pico civilizacional, ao ponto de alguns analistas defenderem que o nível civilizacional alcançado durante este período só foi novamente alcançado na Inglaterra do século XVIII. Trajano foi o responsável pela extensão máxima do império em 117, ao estender a fronteira oriental até incluir a Mesopotâmia na alçada de Roma. O seu sucessor, Adriano, soube manter a enorme área do império e reconhecer que não valia a pena estendê-lo mais. Deu as conquistas por terminadas e construiu a muralha de Adriano no Norte de Inglaterra como símbolo do fim do império. Este período de manutenção, por oposição à conquista, ficou conhecido como a Pax Romana.
O ciclo de prosperidade terminou quando Marco Aurélio designou, para sucessor, não o homem mais apto, mas o seu filho Cómodo, que se sabia pouco à altura do seu pai e seus antecessores. Como na dinastia júlio-claudiana (Nero) e flaviana (Domiciano), um período de prosperidade foi seguido por uma governação errática por um homem paranoico, neste caso Cómodo, que incentivaria a revolta dos seus súbditos. Cómodo foi assassinado em 192, mas o império caiu numa grave crise dinástica e social.

### A crise doséculo III(235–285)

O império divido em 271.
Império das Gálias
Império Romano
Império de Palmira

O fim do século II foi marcado por mais uma guerra civil de sucessão. Septímio Severo acabou por assegurar a coroa imperial e levar o império para um breve período de estabilidade. Os seus sucessores, no entanto, não tiveram a mesma sorte. Entre a morte de Severo em 211 e o início da tetrarquia em 285, o império teve 28 imperadores, dos quais apenas 2 faleceram por causas naturais (de peste). Contemporaneamente, estão registados 38 usurpadores romanos, dos quais muitos se tornaram imperadores de pleno direito. Para além da crise política endémica, o século III foi marcado pelo início das invasões dos povos bárbaros que habitavam as zonas fronteiriças do império.

#### Fim da era dourada
O reinado de Cómodo foi marcado por vários excessos, tendo sido terminado pelo seu assassinato a 31 de dezembro de 192; foi sucedido pelo seu prefeito do pretório, Pertinax, um homem de origem humilde e que, ao fim de escassos três meses como imperador, acabou por sua vez por morrer às mãos dos pretorianos. Seguiu-se uma situação caricata, em que a guarda pretoriana pôs o império em leilão, tendo este sido ganho por Dídio Juliano, ao oferecer um donativum maior (193).
A situação não durou muito, pelo que nas províncias vários generais se declararam eles próprios imperadores (Clódio Albino na Gália, Pescénio Niger na Síria e Septímio Severo na Panónia), tendo sido Severo quem ganhou após alguns anos de guerra civil (197).

#### Os Severos

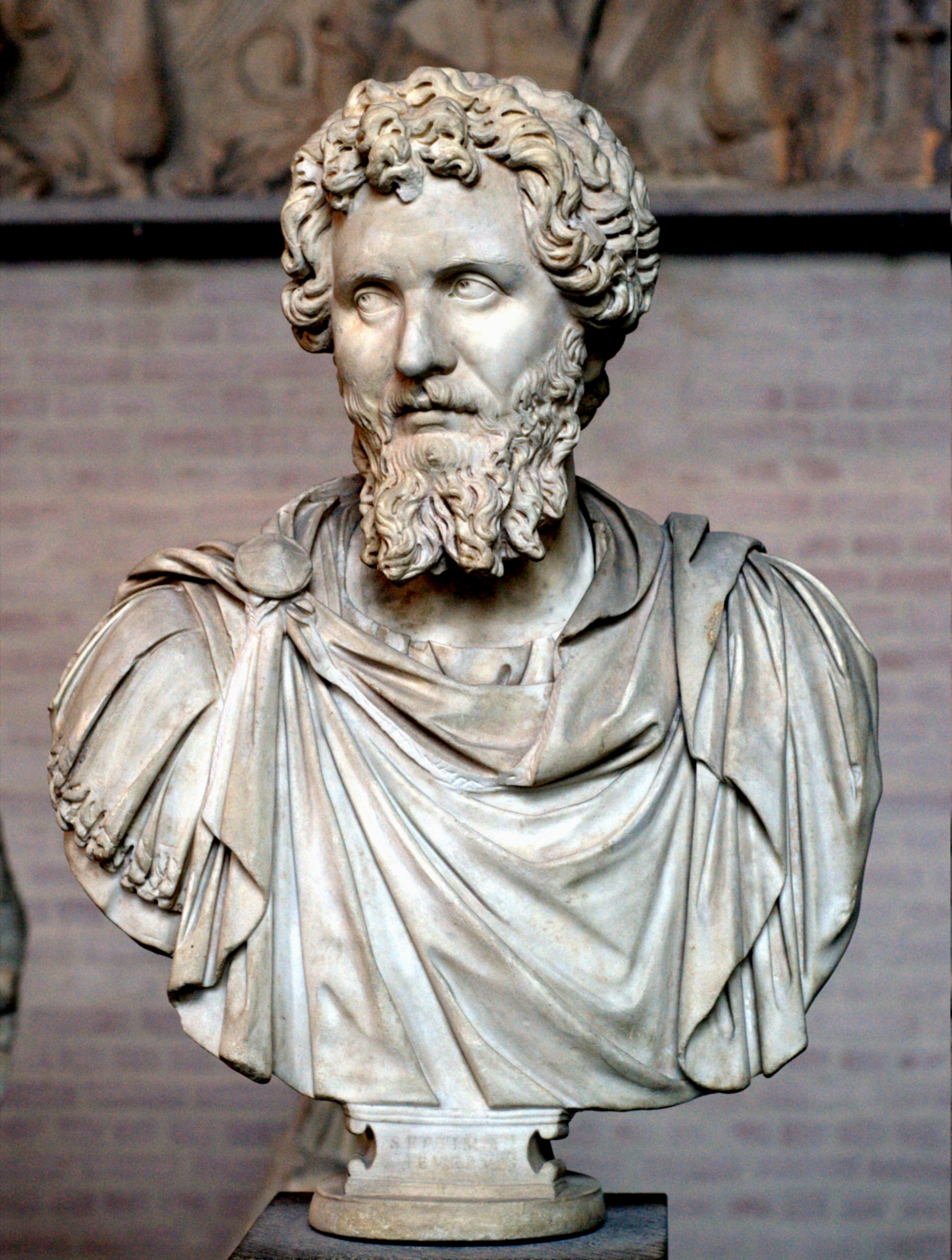
Busto de Septímio Severo, na Gliptoteca de Munique

Tendo-se tornado imperador, Septímio Severo tornou o império efectivamente numa monarquia militar, em mais um passo na direcção do Dominato; teve dois filhos, Caracala e Geta que, após a sua morte (211), digladiaram-se entre si, tendo Caracala assassinado Geta (Dezembro de 211).
Caracala tornou-se desconfiado, tendo favorecido os soldados; foi morto por um membro da sua guarda, presumivelmente a mando do seu prefeito do pretório, Macrino, o qual se declarou imperador (217). Uma irmã da mulher de Septímio Severo, Júlia Mesa, conseguiu subornar uma legião e fazer com que declarassem o seu neto Heliogábalo, na verdade primo de Caracala, como seu filho e verdadeiro sucessor, tendo a revolta sido bem sucedida e Macrino morto (218).
O reinado de Heliogábalo foi marcado por excessos que levaram a que a sua avó mudasse o seu apoio para um primo, Alexandre Severo e que Heliogábalo e sua mãe fossem mortos (março de 222).

Sob Alexandre Severo o império prosperou mas começaram os primeiros problemas: invasão do Império Sassânida (233), invasões de povos germânicos e o imperador, que preferia negociar a paz em troca de tributo do que travar a guerra, foi morto em Mogoncíaco (março(?) de 235), junto com a sua mãe, por tropas revoltadas ao verem tanto ouro ser dado aos bárbaros.

#### Anarquia militar: os imperadores-soldados(235–285)

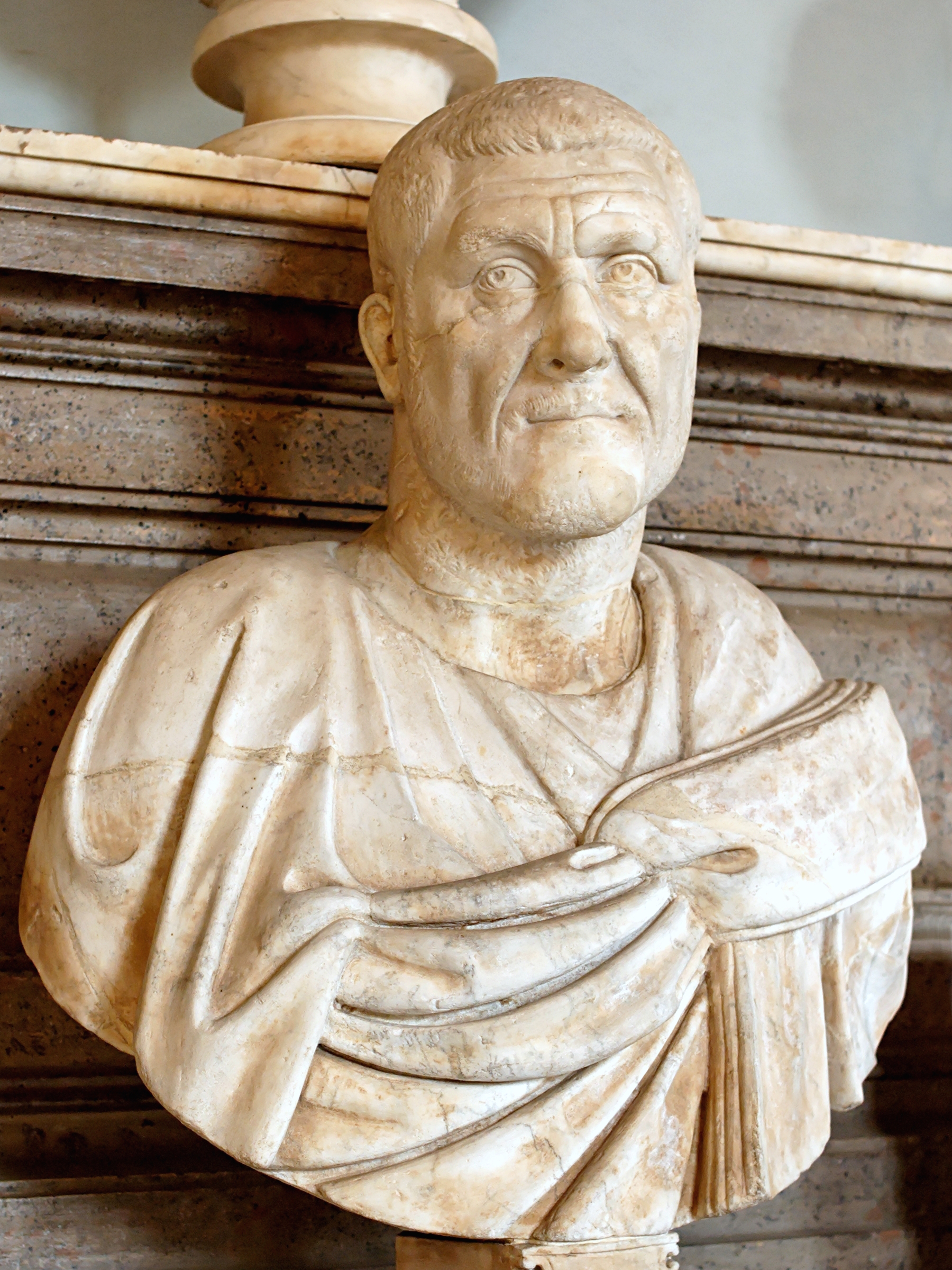
Busto de Maximino Trácio, nos Museus Capitolinos

Durante os cinquenta anos seguintes, o império sofreu usurpações, derrotas e fragmentação; imperadores seriam assassinados, mortos em batalha ou pelos seus rivais, num desespero para encontrar uma solução e por fim, surgiria o Dominato, a monarquia absoluta, a qual removeria os poucos traços republicanos que Roma ainda conservava, por forma a dar ao império um último fôlego.
Após a morte de Alexandre Severo, o império caía uma vez mais nas mãos dos generais. Maximino, o Trácio foi proclamado imperador pelas tropas e durante três anos prosseguiu com a guerra, devastando os povos germânicos. Como este esforço militar exigia muito dinheiro, começaram a aumentar os abusos por parte dos funcionários imperiais em relação aos impostos.
Em África esses abusos foram notórios e provocaram uma revolta (238). Os soldados proclamaram imperador o senador Gordiano, o qual associou o seu filho, Gordiano II, tendo o senado reconhecido a nomeação; Gordiano II foi morto numa batalha, e Gordiano I suicidou-se ao saber da notícia. Maximino Trácio, ao tentar dirigir-se a Roma para suprimir a revolta, deparou-se com resistência inesperada por parte da cidade de Aquileia, e os seus soldados, furiosos, mataram-no. O neto de Gordiano, Gordiano III, foi proclamado imperador e aceite por todos.
Entretanto a situação do império complicava-se. No Oriente, Gordiano III combateu o Império Sassânida, mas foi derrotado e morto na Batalha de Misiche (244). O seu prefeito do pretório, Filipe, proclamou-se imperador.

##### Usurpadores e derrotas(244–253)
Filipe celebrou o milénio de Roma (247) com pompa e fausto. Mas a situação voltou a piorar. Generais nas províncias revoltaram-se e proclamaram-se imperadores. Ao tentar lidar com um deles, Décio, o comandante que Filipe despachara para lidar com a revolta, foi por sua vez proclamado imperador. Defronta Filipe em batalha e este foi morto pelas tropas (249).
O novo imperador adoptou uma política dura e conservadora como forma de lidar com os problemas do império. Assim, perseguiu os cristãos e travou guerra contra os godos, na qual acabaria por ser derrotado e morto (251). Outros usurpadores ocuparam brevemente o trono durante este tempo. Em 253, Valeriano ascendeu por sua vez ao trono e, com ele, o império desceu ao seu ponto mais baixo.

##### Valeriano e Galiano

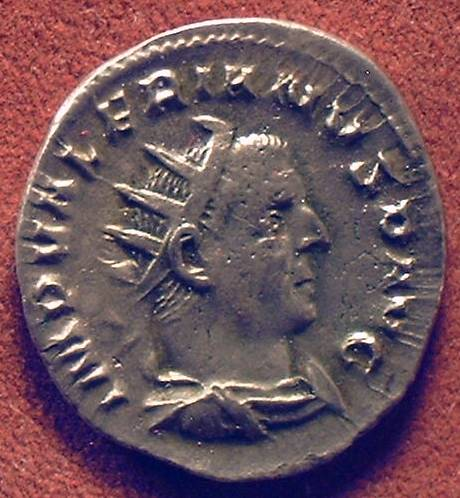
Moeda cunhada por Valeriano

Valeriano associou ao trono o seu filho Galiano, atribuindo-lhe a parte ocidental do império e reservando para ele a parte oriental. Durante este tempo, o império estava a ser invadido por vários povos, principalmente godos e alamanos, e ao mesmo tempo surgiam usurpadores. Em 260, Póstumo declarou-se imperador na Gália, dando origem assim ao Império das Gálias, ao qual Galiano, demasiado fraco, não pode opôr-se com eficácia. No Oriente, os persas avançaram, com alguma resistência de Valeriano no início, mas com o exército romano dizimado pela peste, tentou negociar a paz com o xá Sapor I, apenas para se ver aprisionado, humilhado e mais tarde morto (260).
O seu filho Galiano tentou manter a notícia da captura e morte do seu pai um segredo, mas apenas o conseguiu durante um ano. Por esta altura, desencadeou-se uma sequência de usurpações, em parte como resposta local às situações de necessidade perante as invasões, em parte como tentativa de dar solução aos problemas. Galiano, demasiado ocupado a derrotar usurpadores e invasores diversos, deixou que, no Ocidente, o Império das Gálias se desenvolva, e no Oriente, que o Império de Palmira se apodere de território romano, mas que Roma já não está em condições de defender.
Aos poucos, a situação melhorou: Galiano conseguiu derrotar ou ver assassinados sucessivamente os seus rivais, reformou o exército e conseguiu uma grande vitória contra os bárbaros (268) antes de ser assassinado. No Oriente, o Império de Palmira, inicialmente sob o comando de Odenato, e mais tarde, da sua viúva, Zenóbia, conseguiu deter os persas, mas apoderou-se cada vez mais de território romano. Coube aos sucessores de Galiano recuperar e reunificar o império pela primeira vez em quinze anos.

##### Recuperação e estabilização(268–285)
A recuperação do império veio por fases: Cláudio II, o sucessor de Galiano, começou por infligir uma grande derrota aos godos (270) mas, atingido pela Peste de Cipriano, morreu antes de poder restaurar o império. Aureliano, o seu sucessor, será mais bem sucedido. Em quatro anos, reincorporou ao império as Gálias e derrotou Zenóbia, recuperando assim o Oriente. Sinal dos tempos, dotou Roma da sua primeira muralha desde as invasões gaulesas que haviam ocorrido há mais de 650 anos. Administrador duro e competente, estaria prestes a iniciar uma guerra contra os persas, quando é assassinado (275); com ele, pela primeira vez, os imperadores romanos são adorados como deuses em vida.
Após alguns anos, em que o império mergulhou uma vez mais na anarquia e na invasão, surgiu um novo e eficaz imperador, Probo (r. 276–282), que conseguiu estabilizar a situação. Após o seu assassínio e os breves reinados de Caro e dos seus filhos, eis que surgiu o homem que enfim pôs ordem no império:Diocleciano (285).

### Tetrarquia

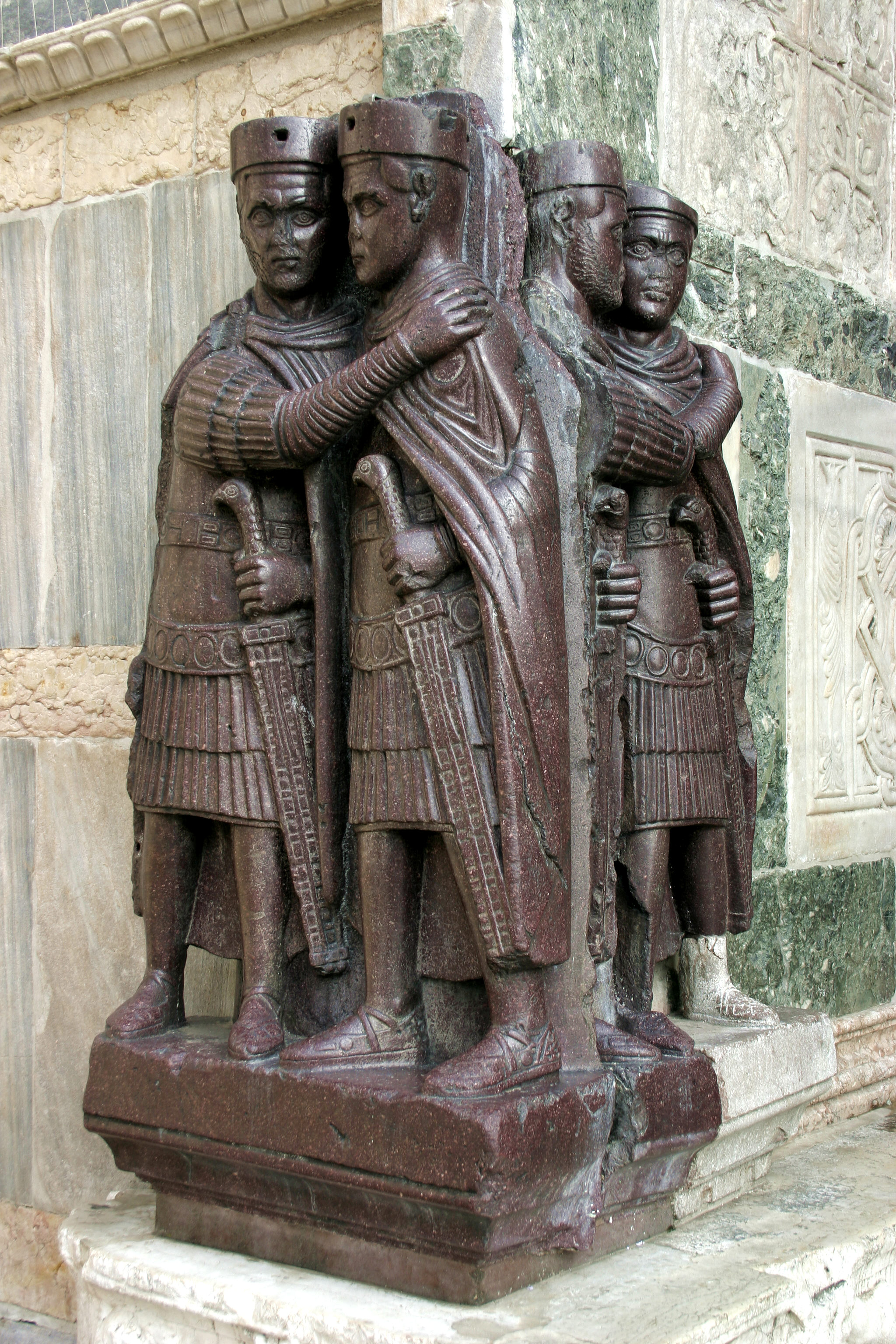
Os Tetrarcas, escultura de pórfiro tomada de Constantinopla em 1204, durante a Quarta Cruzada. Atualmente em Veneza

A Tetrarquia foi um sistema de governo criado pelo imperador romano Diocleciano, como forma de resolver sérios problemas militares e econômicos do Império Romano.
Diocleciano dividiu o seu poder sobre o império entre os sectores orientais (pars Orientis) e ocidentais (pars Occidentis). Manteve o controle pessoal do sector leste e o seu colega Maximiano controlou o ocidente. Diocleciano não dividiu propriamente o poder com seu companheiro de armas Maximiano, pois, na realidade, Diocleciano estava colocado em posição superior à de Maximiano. A partir de então, o império passou a ter dois augustos, cada qual com exército, administração e capital próprios, embora Diocleciano continuasse a ser o chefe do Estado, representando a unidade do mundo romano.
Em 305, Diocleciano retirou-se à vida privada e induziu Maximiano a fazer o mesmo.

### O império cristão

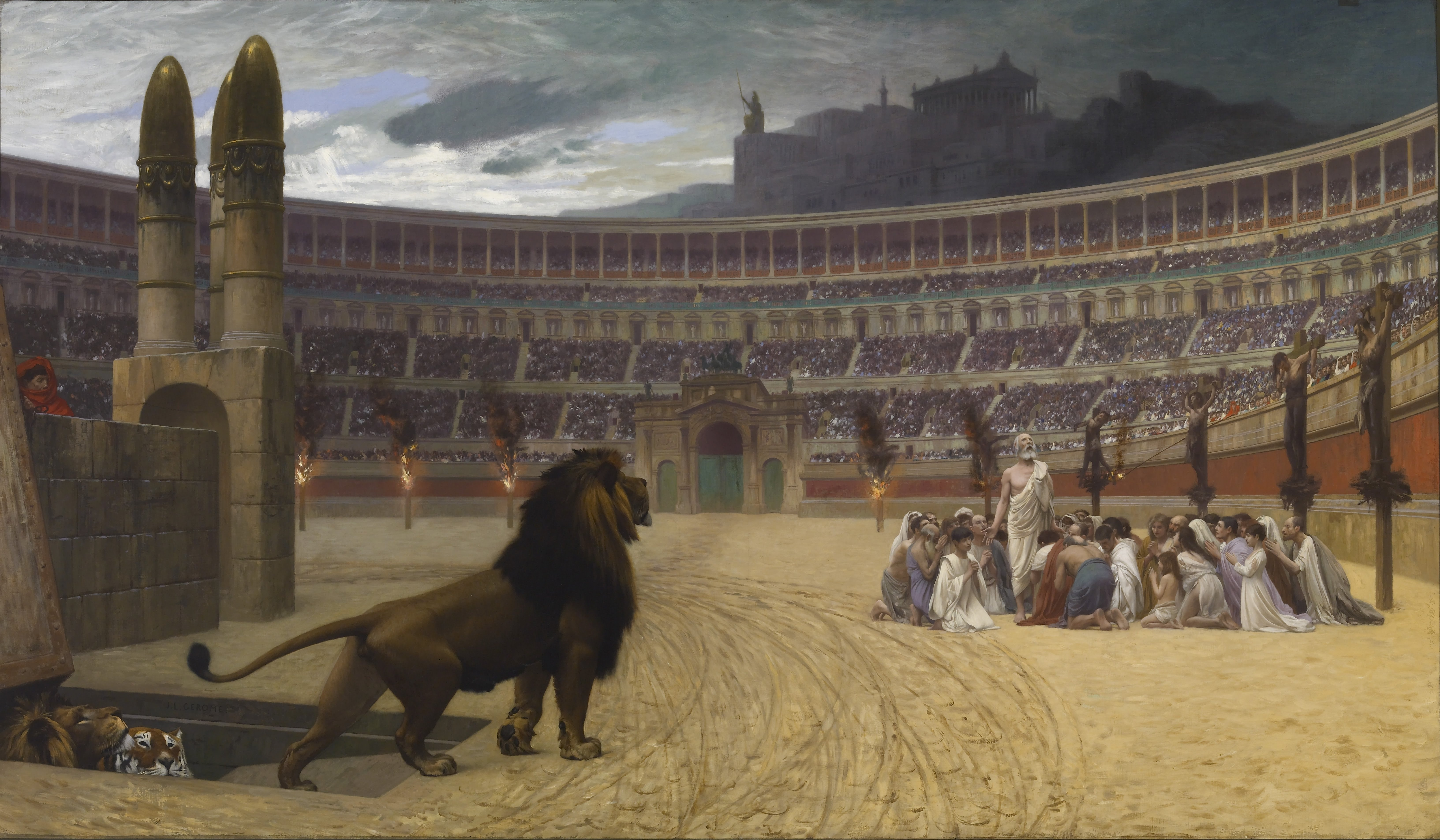
A última prece dos mártires cristãos, por Jean-Léon Gérôme (1883)

O Império Romano passou a tolerar o cristianismo a partir de 313, com o Édito de Milão, assinado durante o império de Constantino I (do Ocidente) e Licínio (do Oriente), no mesmo dia em que ocorreu o casamento de Licínio com Flávia Júlia Constância, irmã do imperador do oriente. Com este édito, o cristianismo deixou de ser proibido e passou a ser uma das religiões oficiais do império.
O cristianismo tornou-se a única religião oficial do império sob Teodósio I (r. 379–395) e todos os outros cultos foram proibidos. Inicialmente, o imperador detinha o controle da Igreja. A decisão não foi aceita uniformemente por todo o império; o paganismo ainda tinha um número muito significativo de adeptos. Uma das medidas de Teodósio I para que sua decisão fosse ratificada foi tratar com rigidez aqueles que se opuseram a ela. O massacre de Tessalônica devido a uma rebelião pagã deixa clara esta posição do imperador. Um dos conflitos entre a nova religião do império e a tradição pagã consistiu na condenação da homossexualidade, uma prática comum na Grécia antes e durante o domínio romano.

### Divisão e fim

#### Constantinopla

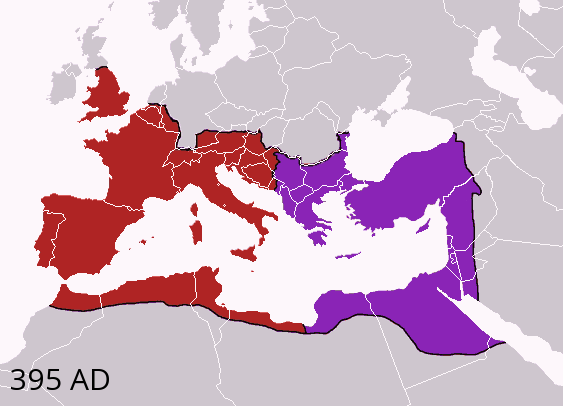
A divisão do Império após a morte de Teodósio I, ca. 395 sobreposta às fronteiras modernas.{Império Romano do Ocidente.}} Império Bizantino.}}

O centro administrativo do império tendia a voltar-se mais para o Oriente, por múltiplas razões. Primeiro pela necessidade de defesa das fronteiras orientais; depois porque o oriente havia se tornado a parte econômica mais vital do domínio romano; por fim Roma era uma cidade rica de vestígios pagãos, o que agora era inconveniente num império cristão: seus edifícios, sua nobreza senatorial, apegada à religião tradicional. Assim Constantino decretou a construção de uma nova capital, nas margens do Bósforo, onde havia a antiga fortaleza grega de Bizâncio, num ponto de grande importância estratégica, nas proximidades de dois importantes setores da limes: a região do baixo Danúbio e a fronteira do Império Sassânida. A nova cidade, que recebeu o nome de Constantinopla, isto é, "cidade de Constantino", foi concebida como uma "nova Roma" e rapidamente tornou-se o centro político e econômico do Império. Sua criação teve repercussões também no plano eclesiástico: enquanto em Roma a Igreja Católica adquiriu mais autoridade, em Constantinopla o poder civil controlou a Igreja. O bispo de Roma pôde assim consolidar a influência que já possuía, enquanto em Constantinopla o bispo baseava seu poder no fato de ser bispo da capital e no fato de ser um homem de confiança do Imperador.

### Declínio e queda do Império Romano do Ocidente(395–476)

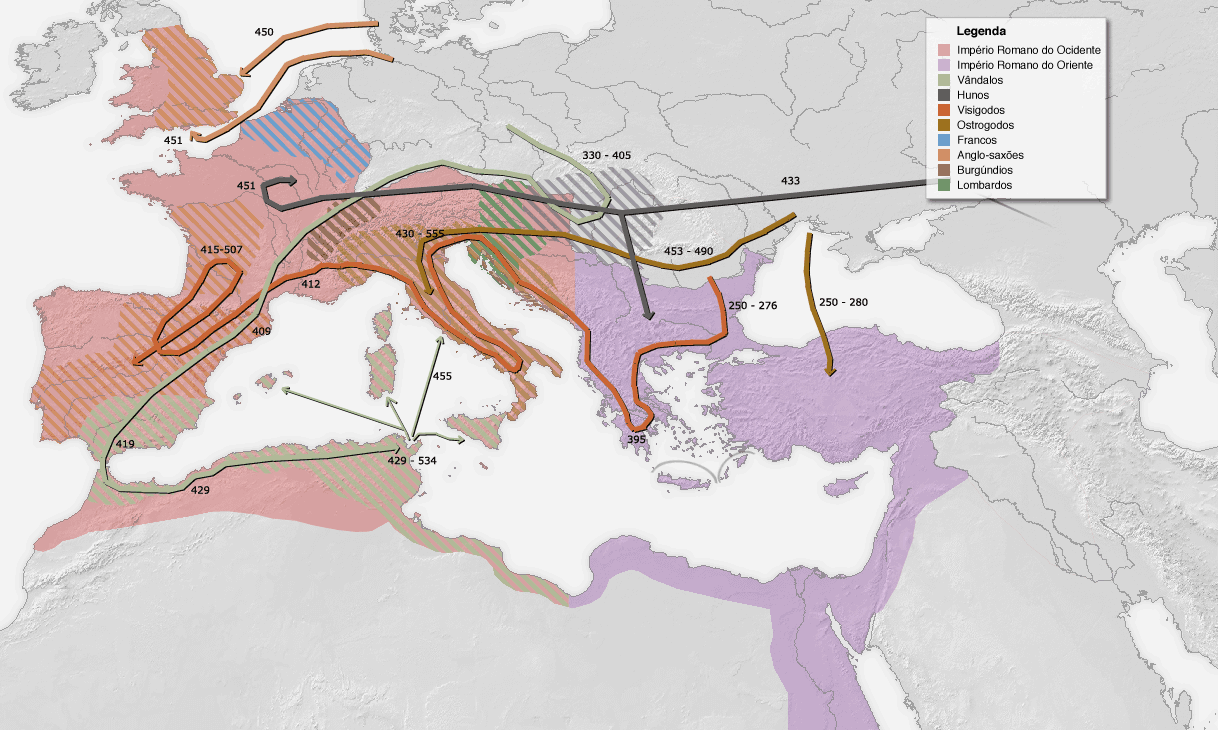
Invasões bárbaras no Império Romano

Teodósio I foi o último imperador a reinar sobre todo o império. Após sua morte em 395, seus dois filhos Arcádio e Honório herdaram as duas metades: Arcádio tornou-se governante no Oriente, com a capital em Constantinopla, e Honório tornou governante no Ocidente, com a capital em Mediolano (atual Milão), e mais tarde em Ravena.
O Estado romano continuaria com dois diferentes imperadores no poder até o século V, embora os imperadores orientais se consideravam governantes do todo. O latim era usado nos documentos oficiais tanto, se não mais, que o grego. As duas metades eram nominalmente, cultural e historicamente, se não politicamente, o mesmo Estado.
O Império Romano do Ocidente sofreu invasão dos povos bárbaros e, já enfraquecido internamente, caiu em 476 com a deposição do imperador Rômulo Augusto. O Império Romano Oriental, com capital em Constantinopla, continuou a existir por quase mil anos, até 1453.